# مارشال الإمبراطورية

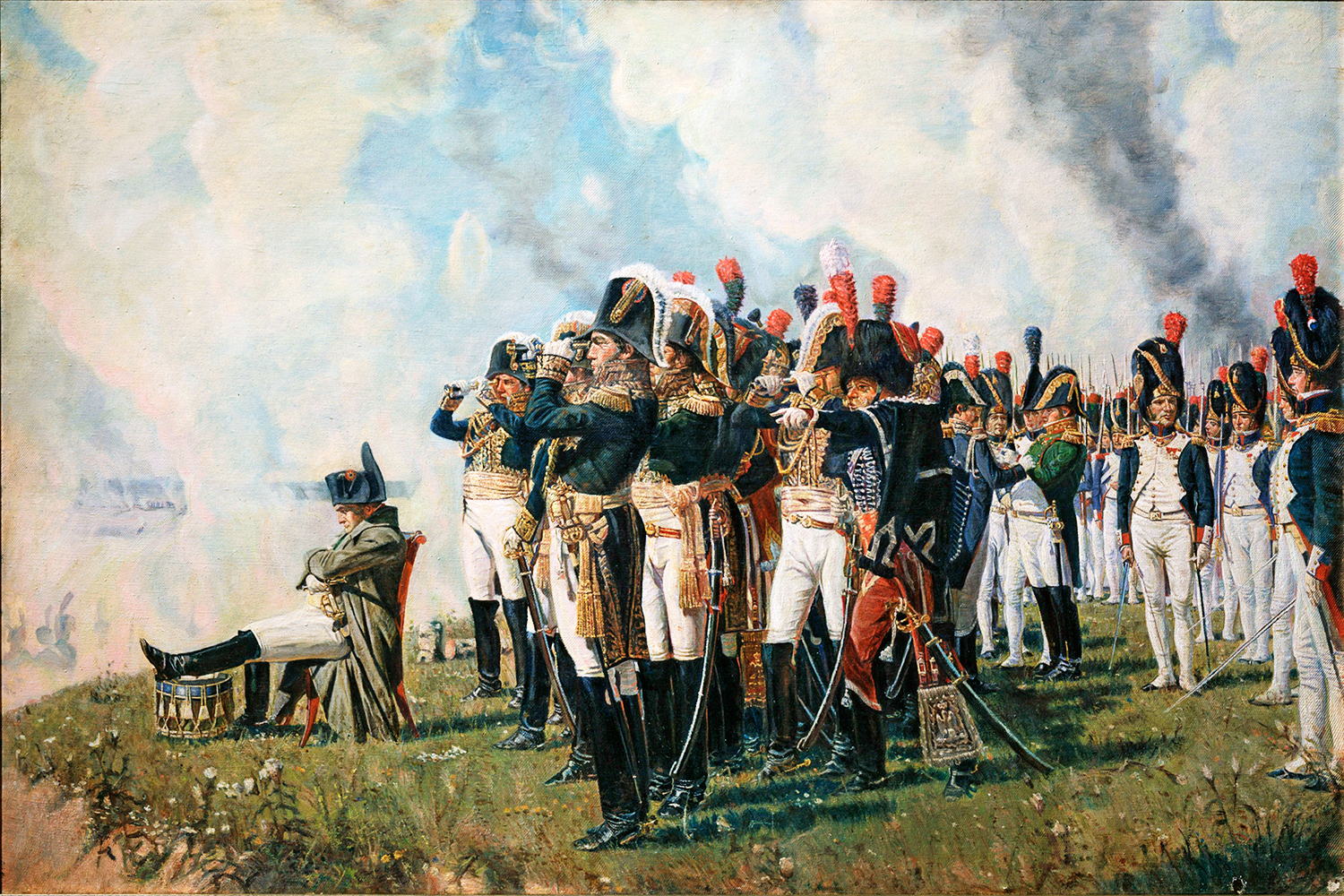
نابليون وعدد من ضباطه (يمكن التعرف عليهم من خلال قبعاتهم ذات القرنين بالريش الأبيض) في معركة بورودينو في عام 1812. اللوحة لفاسيلي فيريشاجين

كان منصب مارشال الإمبراطورية (الفرنسية: Maréchal d'Empire) رتبة مدنية خلال عهد الإمبراطورية الفرنسية الأولى. أنشأه مجلس الشيوخ الاستشاري (Sénatus-consulte) في 18 مايو 1804، وأعاد إلى حد كبير لقب مارشال فرنسا الذي أُلغي سابقًا. ووفقًا لمجلس الشيوخ، كان المارشال ضابطًا كبيرًا في الإمبراطورية، وله الحق في منصب رفيع في البلاط ورئاسة هيئة انتخابية.
مع أن لقب "المشير" كان نظريًا حكرًا على أبرز القادة، إلا أن الإمبراطور نابليونمنحه عمليًا وفقًا لرغباته وقناعاته، واتخذ على الأقل بعض القرارات المثيرة للجدل. ورغم أنه ليس رتبة عسكرية، إلا أن المشير كان يحمل أربع نجوم فضية، بينما كانت أعلى رتبة عسكرية، وهي جنرال فرقة، تحمل ثلاث نجوم. علاوة على ذلك، سرعان ما أصبح لقب المشير رمزًا مرموقًا للإنجاز العسكري الرفيع، وأصبح من المعتاد أن تُمنح أهم الأوامر للمشير. كان لكل مشير شعار نبالة خاص به، وكان يستحق تكريمات خاصة، وشغل العديد منهم مناصب عليا في الجيش. كانوا يرتدون زيًا مميزًا، وكان يحق لهم حمل هراوة، رمزًا لسلطتهم.
طوال فترة حكمه من عام 1804 إلى عام 1815، عيّن نابليون ما مجموعه 26 مارشالًا، على الرغم من أن عددهم لم يتجاوز 20 في أي لحظة. تضمنت القائمة الأولية لعام 1804 أربعة عشر اسمًا من الجنرالات النشطين وأربعة أسماء لجنرالات متقاعدين، مُنحوا اللقب "الفخري" للمشير. تلت ذلك ست ترقيات أخرى، مع ترقية ثمانية جنرالات آخرين إلى رتبة مارشال. غالبًا ما ضمن اللقب مكانة اجتماعية متميزة للغاية - تم إنشاء أربعة مارشالات ليكونوا كونتات الإمبراطورية وحصل 17 منهم على لقب دوق أو أمير. باستثناء اثنين - جان بابتيست بيسييه وجون ماثيو فيليبير سيرورير - عاش المارشالات أسلوب حياة مترف وتركوا وراءهم ثروات كبيرة، وفي بعض الأحيان هائلة. تلقى العديد منهم معاشات سنوية كبيرة؛ بالإضافة إلى ذلك، تلقى عدد قليل منهم هبات مالية من الإمبراطور، حيث حصل اثنان منهم - لويس ألكسندر بيرتييه وأندريه ماسينا - على أكثر من مليون فرنك لكل منهما. وأصبح إثنان من المارشالات - يواكيم موراه وجان بابتيست برنادوت - ملكين، وكان الأخير هو السلف المباشر للعائلة المالكة السويدية الحالية.
تولّى معظم المارشالات مناصب قيادية بارزة خلال الحروب النابليونية، محققين بعضًا من أروع انتصاراتها. ثلاثة منهم - وهم جان لانيس ولويس نيكولا دافوت ولويس غابرييل سوشيت - لم يُهزموا تقريبًا في معارك ضارية، رغم خوضهم عشرات الاشتباكات. وبينما لم يكن يُتوقع منهم عادةً القيادة من الجبهة، فقد تعرّضوا لمخاطر جسيمة في ساحات القتال في أوروبا؛ ثلاثة مارشالات - هم جان لانيس، وجان بابتيست بيسيير، وجوزيف بونياتوفسكي - قُتلوا في المعارك أو توفوا متأثرين بجراحهم. خلال سنواته الخمس كمشير للإمبراطورية (1809-1814)، أصيب نيكولا شارل أودينو بسبعة من إجمالي 34 إصابة في المعارك طوال مسيرته المهنية، لكنه عاش حتى بلغ الحادية والثمانين. غالبًا ما كان المارشالات يشكلون خطرًا كبيرًا عندما كانوا يخدمون تحت القيادة المباشرة لنابليون، لكنهم أثبتوا أنهم أقل فعالية عندما اضطروا إلى التعاون في غياب الإمبراطور. وقد تصرف بعضهم مرارا وتكرارا بسوء نية عندما وضعوا تحت قيادة مارشال آخر، حيث أدت الصراعات في بعض الأحيان إلى عواقب عسكرية وخيمة. بعد سقوط نابليون، أقسم معظمهم بالولاء للبوربون، وتولى العديد منهم مناصب قيادية ومناصب مهمة.

## الأصول

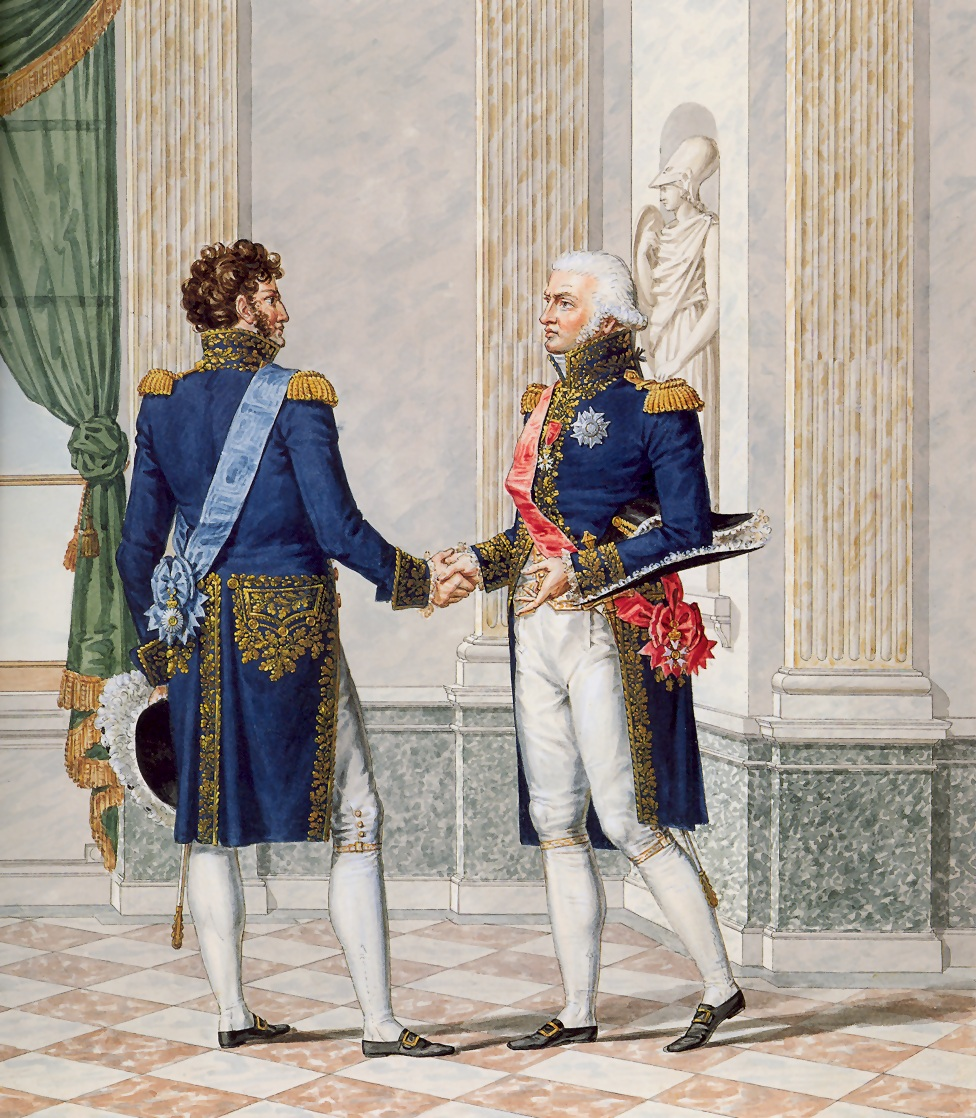
الزي الرسمي لمارشال الإمبراطورية. تم تصميمه من قبل الرسام جان بابتيست إيزابي والمصمم تشارلز بيرسييه.

تعود الكلمة الفرنسية Maréchal بأصولها إلى الكارولينجيين، من الكلمة الألمانية القديمة marascahl، وهو مشرف الإسطبل الذي كان يهتم بخيول الملك. مع تزايد أهمية حصان المعركة خلال أوائل العصور الوسطى، اكتسب هذا الدور بعض الهيبة وبدأ يُعرف باسم مارشال فرنسا. كان ألبيريك كليمنت، الذي قاد طليعة الملك فيليب أوغسطس خلال الانتصار على الإنجليز في بوفين في عام 1214، هو أول من سجل تولي هذا المنصب. في البداية، منح الدور لشخص واحد، ولكن بعد ثلاثة عقود من تولي بوفينيس، أبحر لويس التاسع ملك فرنسا إلى الحملة الصليبية عام 1248 مع اثنين من المارشالات. في وقت مبكر من القرن الخامس عشر، لم يعد المارشالات يهتمون بخيول الملك وإسطبلاته، وكانوا مجرد قادة عسكريين، وهو الدور الذي احتفظوا به حتى العصر الحديث. ورغم أن المنصب ظل مرموقاً للغاية، فقد ازداد عددهم عبر القرون، حيث عيّن لويس الرابع عشر ما يصل إلى 51 مارشالاً خلال فترة حكمه التي استمرت 72 عاماً. في السنوات التي سبقت الثورة الفرنسية، كان هناك دائمًا 15-16 مارشالًا، ولكن قانونًا صدر في 4 مارس 1791 قلص عددهم إلى ستة وألغى مرسوم صادر في 21 فبراير 1793 المنصب تمامًا.
وبعد مرور أحد عشر عامًا، أصبح نابليون بونابرت إمبراطورًا للفرنسيين وأراد تأسيس نخبة عسكرية للإمبراطورية الفرنسية الجديدة. المادة 48 من قرار مجلس الشيوخ الاستشاري الصادر في 19 مايو 1804 نصت على تعيين كبار ضباط الإمبراطورية، وكان من بينهم المارشالات الأعلى مكانة. في التسلسل الهرمي للبلاط الإمبراطوري، جاءوا في المرتبة الخامسة، خلف الإمبراطور والإمبراطورة، والعائلة الإمبراطورية، وكبار الشخصيات والوزراء. وكان لهم الحق في آداب خاصة: كلما كتب إليهم الإمبراطور، كان يناديهم Mon Cousin ("ابن عمي")، وعندما يكتب إليهم طرف ثالث، كان يناديهم Monsieur le Maréchal ("السيد المشير")؛ وعندما يتم التحدث إليهم، كان يناديهم Monseigneur ("سيدي"). يستقبلوا بـ13 طلقة مدفعية في مقرهم و11 طلقة يكونوا خارجه. ويحق لهم الحصول على شعار النبالة الشخصي الخاص بهم.

تمثيل بياني لعصا المارشال خلال الإمبراطورية الفرنسية الأولى

على الرغم من أن الكرامة المدنية البحتة كانت مخصصة للجنرالات المتميزين وليس الرتبة العسكرية، إلا أن المارشال كان يحمل أربع نجوم، في حين أن أعلى رتبة عسكرية في ذلك الوقت، وهي جنرال الفرقة، كانت تحمل ثلاث نجوم. وعلى عكس الفكرة الراسخة والتمثيل الموجود على معظم اللوحات في ذلك الوقت، كانت نجوم المارشال الأربعة فضية، وليست مذهبة. كان من المطلوب من المارشال أن يرتدي زيًا موحدًا، وقد تم إنشاؤه بموجب مرسوم صادر في 18 يوليو 1804 وصممه الرسام جان بابتيست إيزابي والمصمم تشارلز بيرسييه. ومع ذلك، كان المارشالات في كثير من الأحيان يختارون ارتداء إما أشكال مختلفة من الزي الرسمي أو أزياء ذات تصميم مختلف تمامًا. كانت العلامة المميزة النهائية للمارشال هي عصاه. أسطوانية الشكل، بطول 50 سنتيمترًا وقطر 4 سنتيمترات ونصف، مصنوعة من الخشب ومغطاة بمخمل أزرق داكن، ومزينة بنسور ذهبية أو نحل عسل، وكلاهما رمزان إمبراطوريان.
سمح إنشاء الكرامة المدنية الجديدة لنابليون بتعزيز نظامه الذي أنشأه حديثًا من خلال مكافأة أكثر الجنرالات قيمة الذين خدموا تحت قيادته أثناء حملاته في إيطاليا ومصر أو الجنود الذين تولوا قيادات مهمة أثناء الحروب الثورية الفرنسية. وفي وقت لاحق، تمت ترقية جنرالات كبار آخرين في ست مناسبات، وخاصة بعد تحقيق انتصارات كبيرة في ساحة المعركة. مع مرور الوقت، لم تكن اختيارات نابليون للمارشالات دائمًا ملهمة بشكل جيد.

### الترقية الأولى (1804)
أدى الترقية الأولى إلى إنشاء ثمانية عشر مارشالًا جديدًا للإمبراطورية وتزامنت مع إعلان الإمبراطورية الفرنسية الأولى واستُخدمت كفرصة للإمبراطور الجديد لتعزيز النظام الجديد. وتضمنت القائمة 14 اسمًا لجنرالات خدموا في جيوش الجمهورية خلال الحروب الثورية الفرنسية: سبعة منهم كانوا جنرالات خدموا مباشرة تحت قيادة نابليون خلال حملاته في إيطاليا ومصر. علاوة على ذلك، كان حريصًا أيضًا على مكافأة العديد من الضباط العامين الذين اكتسبوا شهرة كبيرة ونفوذًا سياسيًا أثناء قيادتهم لجيوش الجمهورية، فضلاً عن العديد من الجنرالات الواعدين للغاية الذين تولوا قيادات فرقية مهمة في جيش الراين. وكان هؤلاء الأخيرون معروفين بمشاعرهم الجمهورية إلى حد كبير ولم يخدموا تحت قيادة نابليون قط. ومن خلال مكافأتهم على إنجازاتهم العسكرية، سعى نابليون إلى كسب ولائهم والتأكد من أنهم سيكونون مؤيدين للنظام الإمبراطوري الجديد وليس معارضين له.
وإجمالاً، شملت الترقيات الأولى 14 اسماً من الجنرالات. تم صياغة القائمة الأولية من قبل وزير الدولة هنري جاك غيوم كلارك، ثم قام الإمبراطور بتعديلها لاحقًا. أضاف نابليون بخط يده اسم موراه، والذي كان غائبًا بشكل واضح عن مسودة كلارك. ربما كان هذا إغفالاً، لكن يبدو أنه لا يوجد دليل على ذلك. وتضمنت القائمة النهائية الأسماء التالية، بترتيب لا يزال غير واضح حتى يومنا هذا: 
- لويس ألكسندر بيرتييه، جندي ذو خبرة في النظام القديم، وهو جزء من فيلق المشاة الفرنسي أثناء الحرب الثورية الأمريكية، والذي أصبح رئيس أركان نابليون "الذي لا غنى عنه"، مما أدى إلى إنشاء نظام أركان معقد يتكون بشكل أساسي من ثلاث مجموعات أثبتت فعاليتها العالية.[2]
- يواكيم موراه، الذي تزوج من شقيقة نابليون، كارولين، وصنع لنفسه بعد ذلك اسمًا تحت قيادة صهره باعتباره قائدًا وسيمًا لسلاح الفرسان. أصبح لاحقا ملكا على نابولي.
- بون أدريان جانوت دي مونسي، جندي كفء وإن كان عاديًا، وكان القائد الأعلى للجيش الفرنسي الذي هزم إسبانيا وأجبرها على الخروج من التحالف الأول.
- جان بابتيست جوردان، بطل فلوروس، جمهوري متشدد، وتولى مناصب قيادية مهمة وقام بحملات على نهر الراين.
- أندريه ماسينا، جندي عنيد ومثابر، أحد كبار قادة فرق نابليون السابقين في الحملة الإيطالية الأولى والذي اكتسب فيما بعد سمعة كبيرة كقائد مستقل للجيوش.
- بيير أوجيرو، تكتيكي ماهر، أحد كبار قادة فرق نابليون في الحملة الإيطالية الأولى.
- جان باتيست برنادوت، شغل منصب وزير الحرب وسفير النمسا في عهد حكومة المديرين، وكان أحد قادة فرق جوردان في جيش الراين وكان جمهوريًا، كما قاتل مع نابليون في إيطاليا كقائد فرقة وقائد جيش الغرب أثناء القنصلية.
- كان غيوم برون جمهوريًا شرسًا، وكان صديقًا للصحفي جان بول مارا، وارتقى إلى أن أصبح جنديًا ودبلوماسيًا مؤثرًا وكان بطل معركة كاستريكوم.
- جان دي ديو سولت، قائد ومنظم جدير بالثقة، خدم تحت قيادة جوردان وجان فيكتور ماري مورو وأصبح الذراع اليمنى لماسينا خلال حملات 1799-1800.
- جان لانيس، جندي متميز أثبت شجاعته في إيطاليا ومصر، وترقى ليصبح جنرال فرقة وقائد الحرس القنصلي.
- إدوارد مورتييه، قائد كفؤ خدم بتميز كبير أثناء حرب التحالف الثاني في زيورخ وهانوفر.
- ميشيل ني، ضابط سلاح الفرسان الممتاز الذي تميز في حرب التحالف الأول.
- لويس نيكولا دافوت، ربما كان أفضل جنرالات نابليون، جمهوري وقائد في الحرس القنصلي وكان لديه بالفعل سجل مثير للإعجاب، كما خدم في الحملة المصرية، على الرغم من وجود شائعات بأن دافوت قد ارتفع بالفعل إلى رتبة مارشال بسبب وفاة اثنين من رعاته (الجنرال ديسايكس؛ في مارينجو، وتشارلز ليكلير؛ توفي بسبب الحمى الصفراء في هايتي)
- جان باتيست بيسييه، قائد سلاح الفرسان المتميز، وأحد أقرب أصدقاء نابليون.

وتم ذكر أربعة أسماء إضافية في القائمة: وكان هؤلاء من كبار الجنرالات السابقين الذين تولوا قيادة الجيوش وانتخبوا أعضاء في مجلس الشيوخ للجمهورية. كانت مكانتهم شرفية بسبب سنهم ولم يكن من المقرر أن يتم إعطاؤهم أوامر ميدانية.
- فرانسوا كريستوف دي كيلرمان، أقدم مشير اختاره نابليون، من المفترض أنه فخري ولكن في الواقع، أثبت كيلرمان أنه أحد أكثر قادة نابليون فعالية في التعامل مع قوات الاحتياطي.
- فرانسوا جوزيف ليفبفر، الذي استمر في العمل كقائد ميداني
- كاثرين دومينيك دي بيريجنون، الذي قاتل في حدود جبال البرانس ضد إسبانيا، وحقق العديد من الانتصارات الرئيسية، لكنه تقاعد من القيادة العسكرية قبل وقت قصير من توليه منصب المارشال، ولم يتول القيادة العسكرية النشطة مرة أخرى.
- جان ماثيو فيليبير سيرورييه، صديق مقرب ومؤيد لجورج دانتون، مما جعله مفيدًا سياسيًا لنابليون.

- كلود فيكتور بيران، قائد ماهر، خدم تحت قيادة نابليون في حصار تولون والحملات الإيطالية في الحروب الثورية الفرنسية، حيث اشتهر بإنجازاته العسكرية. حصل على لقب مارشال لأدائه في معركة فريدلاند.

### الترقية الثالثة (1809)
تم إنشاء ثلاثة مارشالات جدد في أعقاب معركة فاجرام.
- جاك ماكدونالد، المارشال الوحيد للإمبراطورية الذي تمت ترقيته في ساحة المعركة، وكان اختيار نابليون لـ "فرنسا".
- نيكولا تشارلز أودينو، اختيار نابليون للجيش.
- أوغست دي مارمون، كان خيار "الصداقة"، ربما لنابليون

### الترقية الرابعة (1811)
- لويس غابرييل سوشيت، أحد أبرز وأنجح المارشالات في الحروب النابليونية والمارشال الوحيد الذي حصل على عصاه في حروب شبه الجزيرة بعد انتصاره في تاراجونا.

### الترقية الخامسة (1812)
- تم تعيين لوران دي جوفيون سان سير مارشالًا بعد هزيمة الجيش الروسي في بولوتسك، دفاعًا عن رأس الحربة الفرنسي الذي كان يتجه نحو موسكو . وتقديرًا لذلك، منحه نابليون لقب مارشال.

### الترقية السادسة (1813)
- كان جوزيف أنطوني بونياتوفسكي مؤيدًا قويًا لنابليون وشارك في غزو روسيا. كان من بين مؤخرة الجيش في معركة لايبزيغ الكارثية وغرق، بعد أن خدم في منصب مارشال الإمبراطورية لمدة ثلاثة أيام فقط. كان هو المارشال الأول والوحيد لدى نابليون الذي لم يكن فرنسيًا. كان عضوا في بيت بونياتوفسكي.

### الترقية السابعة (1815)
- تم تعيين إيمانويل دي جروشي مارشالًا في المراحل الأخيرة من حياة نابليون العسكرية. كان جروشي قائدًا عسكريًا ماهرًا في سلاح الفرسان طوال الحروب النابليونية، وتم تعيينه مارشالًا قبل مرور 100 يوم. لقد تم إلقاء اللوم عليه على نطاق واسع لعدم انضمامه إلى نابليون في معركة واترلو، مما أدى إلى دخوله في معارك غير ضرورية مع القائد الميداني البروسي، فون بلوخر.

### الخلافات
ومن بين الرجال الذين عُرضت عليهم منصب المارشالات، كان هناك مزيج من الجنرالات المشهورين، الذين قادوا جيوش الجمهورية (برون، جوردان، كيلرمان، ليفبفر، ماسينا، مونسي)، فضلاً عن الجنرالات الأقل خبرة، الذين لم تتجاوز قيادتهم قوات بحجم فرقة (مورتييه، ني، سولت). وقد شملت حتى جنرالات غامضين نسبيا من حملات نابليون في إيطاليا أو مصر، الذين حصلوا مؤخرا على ترقيتهم إلى أعلى رتبة عسكرية وهي جنرال فرقة، ولكنهم لم يشغلوا مناصب قيادية مهمة (بيسيير، دافوت، لانيس). ومن غير المستغرب أن يؤدي هذا إلى خلق قدر معين من السخط بين القادة الأعلى رتبة. كان أندريه ماسينا معروفًا بتعليقه الساخر "نحن أربعة عشر شخصًا..."، والذي كان يتمتم به عندما جاء أصدقاؤه لتهنئته على ترشيحه. أوغست فريدريك لويس فيس دي مارمونت، الذي كان جنرالًا شابًا آنذاك، ربما شعر بالمرارة لعدم ترشيحه، ولاحظ أيضًا: "إذا كان بيسيير مارشالًا، فبإمكان أي شخص أن يكون كذلك". ومن المفارقات أن مارمونت نفسه مُنح لقب مارشال الإمبراطورية عام 1809، مع أنه قيل إنه مُنح هذا التكريم لصداقته الوثيقة بنابليون، وليس لقيادة عسكرية عظيمة.

## قائمة مارشالات الإمبراطورية
| المارشال                   | اللقب                                           | الميلاد                                | الوفاة                                    | التنصيب | سجل المعركة | لوحة | قيادات |
| -------------------------- | ----------------------------------------------- | -------------------------------------- | ----------------------------------------- | ------- | --- | ---- | --- |
| بيير أوجيرو                | دوق كاستيجليوني                                 | 21 أكتوبر 1757 في باريس                | 12 يونيو 1816 في لا هوساي أون بري         | 1804    | معركة لوانو، معركة كاستيجليون، معركة أركول، معركة أولم، معركة يينا-أويرشتيد، معركة إيلاو، حصار جيرونا، معركة لايبزيغ |      | قائد فرقة في جبال البرانس، قائد فرقة في جيش إيطاليا، الفيلق السابع (الجيش الكبير) (1803-1811)، جزء من الحرس الخلفي في الحملة الروسية، الفيلق التاسع (الجيش الكبير) (1813-1814)، جيش ليون (1814) |
| جان بابتيست برنادوت        | أمير بونتيكورفو وملك السويد لاحقًا               | 26 يناير 1763 في بو                    | 8 مارس 1844 في ستوكهولم                   | 1804    | حصار كودالور، معركة فلوروس، معركة ثينينجن، معركة أولم، معركة أوسترليتز، معركة يينا-أويرشتيد، معركة فاغرام، معركة غروسبيرين، معركة دينيفيتز، معركة لايبزيغ |      | اللواء 71، قيادة فرقة في جيش سامبر-إي-موز، الفرقة الرابعة في جيش إيطاليا، السفير الفرنسي في فيينا، وزير الحرب (1798)، قائد جيش الغرب، حاكم لويزيانا (لم يتولى المنصب أبدًا حيث بيعت لويزيانا للولايات المتحدة)، حاكم هانوفر (1804-1805)، جيش شمال ألمانيا (1805)، الفيلق الأول (الجيش الكبير) (1805-1807)، حاكم الموانئ الهانزية (1808)، الفيلق التاسع (ساكسونيا) (1809)، جيش دفاع والشرين (أواخر 1809)، بصفته ملكًا للسويد: جيش الشمال في حرب التحالف السادس |
| لويس ألكسندر بيرتييه       | أمير واغرام، أمير نوشاتيل                       | 20 نوفمبر 1753 في فرساي                | 1 يونيو 1815 في بامبرغ                    | 1804    | معركة رود آيلاند، حصار يوركتاون، معركة ريفولي، معركة أولم، معركة أوسترليتز، معركة يينا-أويرشتيد، معركة إيلاو، معركة فريدلاند، معركة كورونا، معركة ريغنسبورغ، معركة إيكمول، معركة أسبيرن-إسلنج، معركة فاغرام، معركة زنايم، معركة سمولينسك، معركة بورودينو، معركة بيريزينا، معركة لوتزن، معركة بوتزن، معركة دريسدن، معركة لايبزيغ، معركة هاناو، معركة برين، معركة شامبوبير، معركة مونتميرايل، معركة شاتو تييري، معركة فوشامب |      | القيادة المؤقتة لجيش إيطاليا (1797-1798)، رئيس أركان نابليون (1792-1814)، القيادة المؤقتة للجيش ضد النمسا (1809) |
| جان بابتيست بيسيير         | دوق إستريا                                      | 6 أغسطس 1768 في برايساك                | 1 مايو 1813 بالقرب من لوتزن               | 1804    | معركة بولو، معركة أبو قير، معركة مارينجو، معركة أوسترليتز، معركة إيلاو، معركة ميدينا ديل ريوسيكو، معركة أسبيرن-إيسلينج، معركة واجرام، معركة فوينتيس دي أونورو، معركة لوتسن ⚔ |      | الحرس الإمبراطوري (نابليون الأول)، قيادة سلاح الفرسان في الجيش الكبير خلال أوائل عام 1813 |
| ويليام برون                | كونت الإمبراطورية                               | 13 مارس 1763 في بريف لا جيلارد         | 2 أغسطس 1815 في أفينيون                   | 1804    | معركة فالمي، معركة هوندشوت، معركة فلوروس، معركة نيرويندن، الثورة الفيدرالية، 13 فينديميير، معركة أركول، معركة ريفولي، الغزو الفرنسي لسويسرا، انقلاب كيسالبينا، معركة كاستريكوم، معركة مونزامبانو، معركة بوزولو، حصار شترالسوند، المائة يوم |      | فرقة في جيش الشمال، فرقة في جيش إيطاليا، جيش سويسرا، جيش هولندا، جيش إيطاليا، سفير لدى الإمبراطورية العثمانية، معسكر بولوني (1806-1807)، الحاكم العام للموانئ الهانزية (1807)، جيش بوميرانيا (1807)، جيش فار 1815 |
| لويس نيكولا دافوت          | دوق أويرشتات، أمير إكمول                        | 10 مايو 1770 في أنوكس                  | 1 يونيو 1823 في باريس                     | 1804    | معركة نيرويندن، معركة أبو قير، معركة أوسترليتز، معركة يينا-أويرشتيد، معركة إيلاو، معركة تيوجين-هاوزن، معركة إكمول، معركة أسبيرن-إسلينج، معركة فاغرام، معركة سالتانوفكا، معركة بورودينو، معركة فيازما، معركة كراسنوي، حصار هامبورغ، معركة إيسي |      | فيلق المتطوعين (1792)، قائد فرقة في جيش موسيل (1793-1794)، الفيلق الثالث (1804-1810)، حاكم الموانئ الهانزية (1810-1812)، الفيلق الأول (1812-1814)، الفيلق الثالث عشر (الجيش الكبير) (1813-1814)، وزير الحرب خلال حرب التحالف السابع، قائد دفاع باريس (1815)، عمدة سافيني سور أورج (1822-1823) |
| جان بابتيست جوردان         | كاونت تحت آل بوربون                             | 29 أبريل 1762 في ليموج                 | 23 نوفمبر 1833 في باريس                   | 1804    | حصار سافانا، معركة جيمابيس، معركة هوندشوت، معركة واتينييس، معركة لامبوسارت، معركة فلوروس، حصار لوكسمبورغ، معركة أمبرج، معركة فورتسبورغ، معركة ليمبورغ، معركة أوستراخ، معركة ستوكاش، معركة تالافيرا، معركة فيتوريا |      | الكتيبة الثانية من متطوعي هوت فيين، فرقة في جيش الشمال، جيش الشمال (1793-1794)، جيش موزيل، جيش الراين، المستشار العسكري للملك جوزيف في إسبانيا، حاكم الإنفاليد (1830-1833) |
| فرانسوا كريستوف دو كيلرمان | دوق فالمي                                       | 28 مايو 1735 في ستراسبورغ              | 23 سبتمبر 1820 في باريس                   | 1804    | معركة فالمي |      | جيش الألزاس، جيش الراين، قيادة قوات التدريب والاحتياط، رئيس مجلس الشيوخ |
| جين لانيس                  | دوق مونتيبيلو، أمير سيويرز                      | 10 أبريل 1769 في ليكتور                | 31 مايو 1809 في إيبرسدورف                 | 1804    | معركة لودي، معركة باسانو، معركة كاستيجليون، معركة أركول، معركة ريفولي، معركة مونتيبيلو، معركة أبو قير، معركة أوسترليتز، معركة يينا-أويرستيدت، معركة فريدلاند، معركة توديلا، حصار سرقسطة، معركة تيوجين-هاوزن، حصار ريغنسبورغ، معركة لاندشوت، معركة إيكمول، معركة أسبيرن-إسلينج ⚔ |      | فرقة جبال البرانس، فرقة في جيش إيطاليا، لواء في مصر، الحرس القنصلي، الفيلق الخامس |
| فرانسوا جوزيف ليفبفر       | دوق دانزيج                                      | 25 أكتوبر 1755 في روفاش                | 4 سبتمبر 1820 في باريس                    | 1804    | معركة فلوروس، معركة ألتنكيرشن، معركة يينا-أورستيدت، حصار دانزيج، معركة بورغوس، معركة إكمول، معركة فيلنيوس، معركة شامبوبير، معركة مونتميرايل، معركة مونتيرو، معركة أرسيس-سور-أوب |      | رقيب في الحرس الفرنسي، عميد، قائد جيش سامبر-إي-موز، قائد الطليعة في جيش الدانوب، انقلاب 18 برومير، فرقة في الحرس القديم، مشاة الحرس الإمبراطوري (1805)، الفيلق العاشر، جيش بافاريا، الحرس القديم (1812-1814) |
| أندريه ماسينا              | دوق ريفولي، أمير إسلينغ زعيم ريفولي، نبيل فرنسا | 16 مايو 1758 في نيس                    | 3 أبريل 1817 في باريس                     | 1804    | حصار تولون، معركة لوانو، معركة مونتينوت، معركة ديجو، معركة موندوفي، معركة كاستيجليون، معركة باسانو، معركة كالدييرو، معركة أركول، معركة ريفولي، حصار مانتوفا، معركة زيورخ، حصار جنوة، معركة فيرونا، معركة كالدييرو، معركة كامبو تينيسي، حصار مايدا، معركة أسبيرن-إسلينج، معركة واغرام، معركة بوساكو، خطوط توريس فيدراس، معركة فوينتيس دي أونورو |      | جندي في الفوج الملكي الإيطالي، ضابط صف في الفوج الملكي الإيطالي، ضابط في الجيش الفرنسي، عقيد في جيش إيطاليا، جنرال لواء، جنرال فرقة، قائد فرقتين في جيش إيطاليا، قيادة جميع القوات الفرنسية في إيطاليا، حامية جنوة، جيش إيطاليا (1804-1806)، قوة غزو نابولي (1806)، الفيلق الرابع (1809)، جيش البرتغال (1810-1811)، قائد محلي في مرسيليا، قائد الحرس الوطني (1815)                                                                                          |
| بون أدريان جينوت دي مونسي  | دوق كونجليانو لورد فرنسا                        | 31 يوليو 1754 في مونسي                 | 20 أبريل 1842 في باريس                    | 1804    | الجبهة البيروسية الغربية، حصار سرقسطة، حصار فالنسيا، معركة باريس، التدخل الإسباني |      | نقيب في الجيش الفرنسي، كتيبة في جبال البرانس، قائد جيش جبال البرانس الغربية، جيش بحجم فيلق في سويسرا، المفتش العام للدرك، قائد فيلق في إسبانيا، رئيس الحرس الوطني في باريس، قائد فيلق في التدخل الإسباني، حاكمالأنفاليد |
| إدوارد مورتييه             | دوق تريفيزو                                     | 13 فبراير 1768 في لو كاتو-كامبريسي     | 28 يوليو 1835 في باريس                    | 1804    | معركة واتينييس، معركة زيورخ الثانية، معركة دورنشتاين، معركة لوبيك، معركة فريدلاند، معركة أوكانا، معركة كراسنوي، معركة لوتزن، معركة لايبزيغ، معركة باريس |      | جنرال لواء، جنرال فرقة، احتلال هانوفر، فيلق في حملة أولم، الفيلق الثامن (1804-1812)، الحرس الإمبراطوري (1812-1813 و1815)، سفير لدى روسيا |
| يواكيم مورات               | الأمير مورات، دوق بيرج الأكبر، ملك نابولي       | 25 مارس 1767 في لا باستيد فورتونيير    | 13 أكتوبر 1815 في بيتسو كالابرو، كالابريا | 1804    | معركة أبو قير، معركة مارينجو، معركة أوسترليتز، معركة يينا-أورستيدت، معركة إيلاو، معركة سمولينسك، معركة بورودينو، معركة بيريزينا، معركة دريسدن، معركة لايبزيغ، معركة تولينتينو |      | الحرس الدستوري، عريف في فوج الصيادين الثاني عشر، نائب ملازم، عقيد، مساعد عسكري في جيش إيطاليا، قائد سلاح الفرسان في جيش مدريد، قائد سلاح الفرسان في الجيش الكبير (1812-1813)، قوة الغزو النابولي (1815) |
| ميشيل نيي                  | دوق إلتشينغن، أمير موسكو، نبيل فرنسا            | 10 يناير 1769 في زارلوييس(فرنسا آنذاك) | 7 ديسمبر 1815 في باريس                    | 1804    | معركة فالمي، معركة نيرويندن، حصار ماينز، معركة نويفيد، معركة فينترتور، معركة هوهنليندن، ستيكريج، معركة إلتشينغن، معركة أولم، معركة يينا-أويرستيدت، حصار ماغديبورغ، معركة إيلاو، معركة فريدلاند، معركة بويرتو دي بانوس، حصار سيوداد رودريغو، حصار ألميدا، معركة كوا، معركة بوساكو، معركة بومبال، معركة ريدينها، معركة فوينتيس دي أونورو، معركة كاسال نوفو، معركة فوز دي أروس، معركة سمولينسك، معركة بورودينو، معركة كراسنوي، معركة بيريزينا، معركة فايسنفيلس، معركة لوتزن، معركة بوتزن، معركة دينويتز، معركة لايبزيغ، معركة كواتر براس، معركة ليني، معركة واترلو |      | عقيد في فوج الفرسان الرابع، ضابط في جيش الشمال، عميد، جنرال الفرقة (1799)، سلاح الفرسان للقوات في سويسرا والدانوب، الفيلق السادس (1804-1811)، الجناح الأيمن للجيش الكبير في فريدلاند، الفيلق الثالث (1812-1814)، الجناح الأيسر لجيش الشمال، هجوم سلاح الفرسان الجماعي في واترلو |
| كاثرين دومينيك دي بيريجنون | كونت الإمبراطورية                               | 31 مايو 1754 في جريناد سور جارون       | 25 ديسمبر 1818 في باريس                   | 1804    | معركة إيسكولا، معركة سانت لورنس دي لا موغا، معركة بولو الثانية، حصار روساس (1794-1795)، معركة نوفي |      | جيش جبال البرانس الشرقية، سفير لدى إسبانيا، جيش ليغوريا، حاكم بارما (1806-1808)، الحاكم العام لنابولي (1808-1814) |
| جون ماثيو فيليبير سيرورير  | كونت الإمبراطورية، نبيل فرنسا                   | 8 ديسمبر 1742 في لاون                  | 21 ديسمبر 1819 في باريس                   | 1804    | معركة روسباخ، معركة واربورغ، حصار ألميدا، معركة ساورجيو الأولى، معركة ساورجيو الثانية، معركة ديغو الأولى، معركة لوانو، معركة مونتينوت، معركة ميليسيمو، معركة ديغو الثانية، معركة سيفا، معركة موندوفي، معركة لودي، معركة بورغيتو، حصار مانتوفا، معركة فالفاسوني، معركة فيرونا، معركة ماغنانو، معركة كاسانو، معركة باريس |      | عقيد فوج المشاة السبعين، عمود من جيش إيطاليا، جنرال لواء، الجناح الأيمن لجيش إيطاليا، الجناح الأيسر، جنرال فرقة، المفتش العام للقوات في فرنسا، قيادة فرقة ترايول، دفاع فيرديريو، نائب رئيس مجلس الشيوخ، حاكم ليه إنفاليد |
| جان دي ديو سولت            | دوق دالماتيا، نبيل فرنسا                        | 29 مارس 1769 في سان أمان سولت          | 25 نوفمبر 1851 في سان أمان سولت           | 1804    | معركة كايزرسلاوترن، معركة ويسيمبورغ الثانية، معركة أرلون، معركة فلوروس، معركة ألدنهوفن، حصار لوكسمبورغ، معركة ألتنكيرشن، معركة فريدبورغ، معركة ستوكاش، معركة زيورخ الأولى، حصار جنوة، معركة مارينغو، معركة أوسترليتز، معركة يينا-أورستيدت، معركة إيلاو، معركة بورتو الأولى، معركة بورتو الثانية، معركة أوكانيا، حصار قادس، معركة ألبويرا، حصار بورغوس، معركة لوتزن، معركة بوتزن، معركة سان مارسيال، معركة نيفيل، معركة بيداسوا، معركة نيف، معركة أورثيز، معركة تولوز                                                                                            |      | مدرب الكتيبة الأولى من المتطوعين، (باس-رين)، أركان جيش موزيل، قائد لواء مساعد، خدم في جيش الراين، عميد، نائب قائد الجناح الأيمن في جيش إيطاليا، دفاع جنوة، عقيد الحرس القنصلي، الحاكم العام لمعسكر بولوني، فيلق في النمسا وبروسيا، الفيلق الثاني في إسبانيا، قائد القوات في إسبانيا، الفيلق الرابع (1813)، قيادة القوات الفرنسية على حدود جبال البرانس، رئيس أركان حملة واترلو                                                                              |
| كلود فيكتور بيرين          | دوق بيلونو نبيل فرنسا                           | 7 ديسمبر 1764 في لامارش                | 1 مارس 1841 في باريس                      | 1807    | حصار تولون، معركة مارينجو، معركة يينا-أورستيدت، معركة فريدلاند، معركة تالافيرا، حصار قادس، معركة باروسا، معركة بيريزينا، معركة دريسدن، معركة لايبزيغ، معركة برين، معركة لا روتيير، معركة مورمانت، معركة مونتيرو، معركة كرون |      | عميد (بعد حصار طولون)، جنرال فرقة، قاتل في فيندي، حاكم لويزيانا، جيش هولندا، فرقة في الفيلق الخامس، الفيلق الأول، حاكم برلين، جنوب إسبانيا (1808-1812)، فيلق غزو روسيا، وحدات مختلفة من 1813 إلى 1814، وزير الحرب (1821-1823)، لواء الحرس الملكي (1830) |
| جاك ماكدونالد              | دوق تارانتو نبيل فرنسا                          | 17 نوفمبر 1765 في سيدان                | 25 سبتمبر 1840 في بوليو سور لوار          | 1809    | معركة جيمابيس، معركة تريبيا (1799)، معركة ساكيلي، معركة كالدييرو (1809)، معركة نهر بيافي، معركة تارفيس، معركة راب، معركة فاغرام، معركة لوتزن، معركة بوتزن، معركة كاتزباخ، معركة لايبزيغ، معركة هاناو، معركة مورمانت، معركة بار سور أوب، معركة لوبريسل، معركة سان ديزييه |      | نقيب في فوج ديليون، مساعد الجنرال دومورييه، عقيد في لواء هولندا، حاكم روما، جيش نابولي، حاكم فرساي، جيش غراوبوندن (1800)، السفير الفرنسي في الدنمارك (1805)، المستشار العسكري للأمير يوجين، الجناح الأيسر في غزو روسيا، الحملة الألمانية، حملة 1814، لواء الحرس الملكي الشخصي |
| أوغست دي مارمونت           | دوق راغوزا                                      | 20 يوليو 1774 في شاتيلون سور سين       | 22 مارس 1852 في البندقية                  | 1809    | معركة أركول، معركة كاستيجليون، معركة الإسكندرية، معركة الأهرامات، معركة مارينجو، معركة واغرام، معركة زنايم، معركة سالامانكا، معركة لوتزن، معركة بوتزن، معركة دريسدن، معركة لايبزيغ، معركة هاناو، معركة برين، معركة لا روتيير، معركة شامبوبير، معركة مونتميرايل، معركة فوشامب، معركة غي-آ-تريسميس، معركة لاون، معركة ريمس، معركة فير-شامبينواز، معركة باريس |      | |
| نيكولاس أودينو             | دوق ريجيو                                       | 25 أبريل 1767 في بار لو دوك            | 13 سبتمبر 1847 في باريس                   | 1809    | معركة مونزيمبانو، معركة أوسترليتز، حصار دانزيغ، معركة فريدلاند، معركة أسبيرن-إسلينج، معركة فاغرام، معركة بولوتسك الأولى، معركة بيريزينا، معركة غروسبيرين، معركة دينيويتز، معركة لايبزيغ، معركة برين، معركة لا روتيير، معركة مورمانت، معركة بار-سور-أوب، معركة لوبريسل، معركة أرسيس-سور-أوب |      | |
| لويس غابرييل سوشيت         | دوق ألبوفيرا                                    | 2 مارس 1770 في ليون                    | 3 يناير 1826 بالقرب من مرسيليا            | 1811    | حصار طولون، معركة لودي، معركة كاستيجليون، معركة بوزانو، معركة أركول، معركة ريفولي، معركة فار، معركة أوسترليتز، معركة يينا-أورستيدت، معركة بولتوسك، حصار سرقسطة، معركة ألكانيز، معركة ماريا، معركة بيلشيتي، حصار ليريدا، حصار ميكينينزا، حصار تورتوسا، حصار تاراغونا، معركة ساجونتوم، حصار فالنسيا، معركة كاستالا، حملة جبال الألب للمائة يوم |      | |
| لوران دي جوفيون سان سير    | كونت الإمبراطورية                               | 13 أبريل 1764 في تول                   | 17 مارس 1830 في هييريس                    | 1812    | معركة نوفي، معركة بيبراخ، معركة كاستيلفرانكو، حصار جيرونا، معركة بولوتسك الأولى، معركة بولوتسك الثانية، معركة دريسدن، حصار دريسدن |      | |
| جوزيف بونياتوفسكي          | أمير بولندا والإمبراطورية الرومانية المقدسة     | 7 مايو 1763 في فيينا                   | 19 أكتوبر 1813 في لايبزيغ                 | 1813    | معركة راسزين، معركة سمولينسك، معركة بورودينو، معركة مالوياروسلفتس، معركة فيازما، معركة بيريزينا، معركة لايبزيغ ⚔ |      | |
| إيمانويل دي جروشي          | كونت الإمبراطورية                               | 23 أكتوبر 1766 في باريس                | 29 مايو 1847 في سانت إتيان                | 1815    | معركة نوفي، معركة هوهنليندن، معركة يينا-أورستيدت، معركة إيلاو، معركة فريدلاند، معركة راب، معركة فاغرام، معركة سمولينسك، معركة بورودينو، معركة مالوياروسلفتس، معركة كراسنوي، معركة برين، معركة لا روتيير، معركة فوشامب، معركة كرون، معركة ليني، معركة وافر |      | |